# Кальвін-тер (станція метро)
47°29′23″ пн. ш. 19°03′42″ сх. д. / 47.48972° пн. ш. 19.06167° сх. д.
Кальвін-тер, площа Кальвіна (угор. Kálvin tér) — пересадний вузол Будапештського метрополітену, що складається з однойменних станцій на лінії M3 (синьої) і лінії M4 (зеленої).
Станція на лінії M3 відкрита в 1976, у складі дільниці Деак Ференц-тер — Надьварад-тер . Після пуску лінії M4 28 березня 2014, «Кальвін-тер» стала пересадною станцією, з неї здійснюється перехід на однойменну станцію лінії M4.
Станція розташована під площею Кальвіна, по якій вона отримала ім'я. На площі перетинаються дві ключові магістралі центральної частини Пешта: від площі Кальвіна починається найдовша вулиця Будапешта, прямуючий в південно-східному напрямку проспект Юлльої (угор. Üllői út, від станції Кальвін-тер лінія M3 прямує далі під ним) і мале півкільце бульварів (угор. Kiskörút), на площі Кальвіна бульвар Вамхаз (угор. Vamhaz körút) переходить в Музейний бульвар (угор. Múzeum körút). Біля площі Кальвіна розташовані Угорський національний музей і Центральний ринок Будапешта.
Станція лінії M3 глибокого закладення, її глибина закладення — 28 м, вона найглибша на лінії M3. На станції одна острівна платформа. Станція лінії M4 має глибину закладення 22,4 м. На станції також одна острівна платформа.

## Пересадки
- Автобус: 9, 15, 115
- Тролейбус: 83
- Трамвай: 47, 48, 49